# Šigeru Mizuki
Šigeru Mizuki (japonsky 水木 しげる, Mizuki Šigeru; 8. března 1922 – 30. listopadu 2015) byl japonský kreslíř mangy a folklorista.
Narodil se v Ósace, vyrůstal ale v přístavním městě Sakaiminatu, kde mu stará žena při hlídání vyprávěla příběhy o jókaiích. Během druhé světové války byl nasazen v okupované Papui Nové Guineji, konkrétně na ostrově Nová Británie, kde prodělal malárii a během amerického náletu přišel o ruku, ale také navázal přátelství s místními vesničany a na ostrov se po válce několikrát vrátil. Začínal jako kreslíř pouličního papírového divadla kamišibai. Jeho tvorba zahrnovala antimilitaristickou autobiografii, osmisvazkovou kreslenou historii Japonska a úspěšné příběhy o nadpřirozeném chlapci Kitaróovi v manze GeGeGe no Kitaró (ゲゲゲの鬼太郎), který řeší problémy způsobené jókaii vydávané v 60. letech 20. století. Jókaiům se věnoval dlouhodobě i mimo stránky komiksů a jeho díla se zasadila o rozšíření a moderní pojetí jókaiů v kultuře poválečného Japonska. Jeho zájem byl ovlivněn Torijamou Sekienem (1712–1788), který sestavil encyklopedii jókaiů a folkloristou Kunio Janagitou (1875–1962). V Sakaiminatu je mu věnováno muzeum a ulice nesoucí jeho jméno je lemována 153 bronzovými sochami s postavami z jeho komiksů.